# Vüdsudi Mehmed

Vüdsudi Mehmed Ibnu-Abdu-I-Aziz (?-1643) török költő aki több verset írt a török kori Magyarországról. Keveset tudunk életéről és személyéről, mindössze annyi biztos, hogy egy ideig egy Kinale-záde Ali Cselebi nevű török urat szolgált. Egy kéziratát 1908-ban fedezte fel Isztambulban Mészáros Gyula, ebben két műve található:
- egy költemény Győr 1594. évi török meghódításáról
- „Budavár dicsérete”

Szebb vagy Buda vár, mint maga Isztámbul!

Tündér szépséged nem kullog mögötte hátul!

És fürdőid? őnékik sehol sincs mása!
Brussza hévize-pocsolya őhozzája!

S mikor medencéjébe gyűlik a város lánya,

e fürdő s e föld-menyeknek országa!

Ha kávézni mégy Budán-költőknek tanyája,

Ha iskolába botlasz-gyere! Tudósok hazája.

Buda bölcsei cukorszarvú papagájok

és drága daloló filomélák a budai poéták!
Szerelmes török Budám!

Érted én, az igazhitű,

Tán még a mennybeli Dzsennet kertet is odaadnám!

## Külső hivatkozások
- Dr. Fenyvesi László: Paráznák és szoknyapecérek. Terebess Ázsia E-Tár. (Hozzáférés: 2010. július 22.)